# Calgary Indoor 1973
Il Calgary Indoor 1973 è stato un torneo di tennis giocato sul sintetico indoor. È stata la 1ª edizione del torneo, che fa parte del USLTA Indoor Circuit 1973. Si è giocato a Calgary in Canada, dal 12 al 18 febbraio 1973.

## Campioni

### Singolare
Ilie Năstase ha battuto in finale  Paul Gerken con il punteggio di 6–4 7–6

### Doppio
Mike Estep /  Ilie Năstase hanno battuto in finale  Szabolcs Baranyi /  Péter Szőke con il punteggio di 6–7, 7–5, 6–3